# إدواردو برافو
إدواردو برافو (بالإسبانية: Eduardo Bravo)‏ (18 فبراير 1991 بغوادالاخارا في المكسيك - ) هو لاعب كرة قدم مكسيكي في مركز حراسة المرمى.

## وصلات خارجية
- إدواردو برافو على موقع قاعدة بيانات كرة القدم.إي يو (الإنجليزية)